# Plaxiphora gwenae
Plaxiphora gwenae är en blötdjursart som beskrevs av Ferreira 1987. Plaxiphora gwenae ingår i släktet Plaxiphora och familjen Mopaliidae. Inga underarter finns listade i Catalogue of Life.